# Изник (озеро)

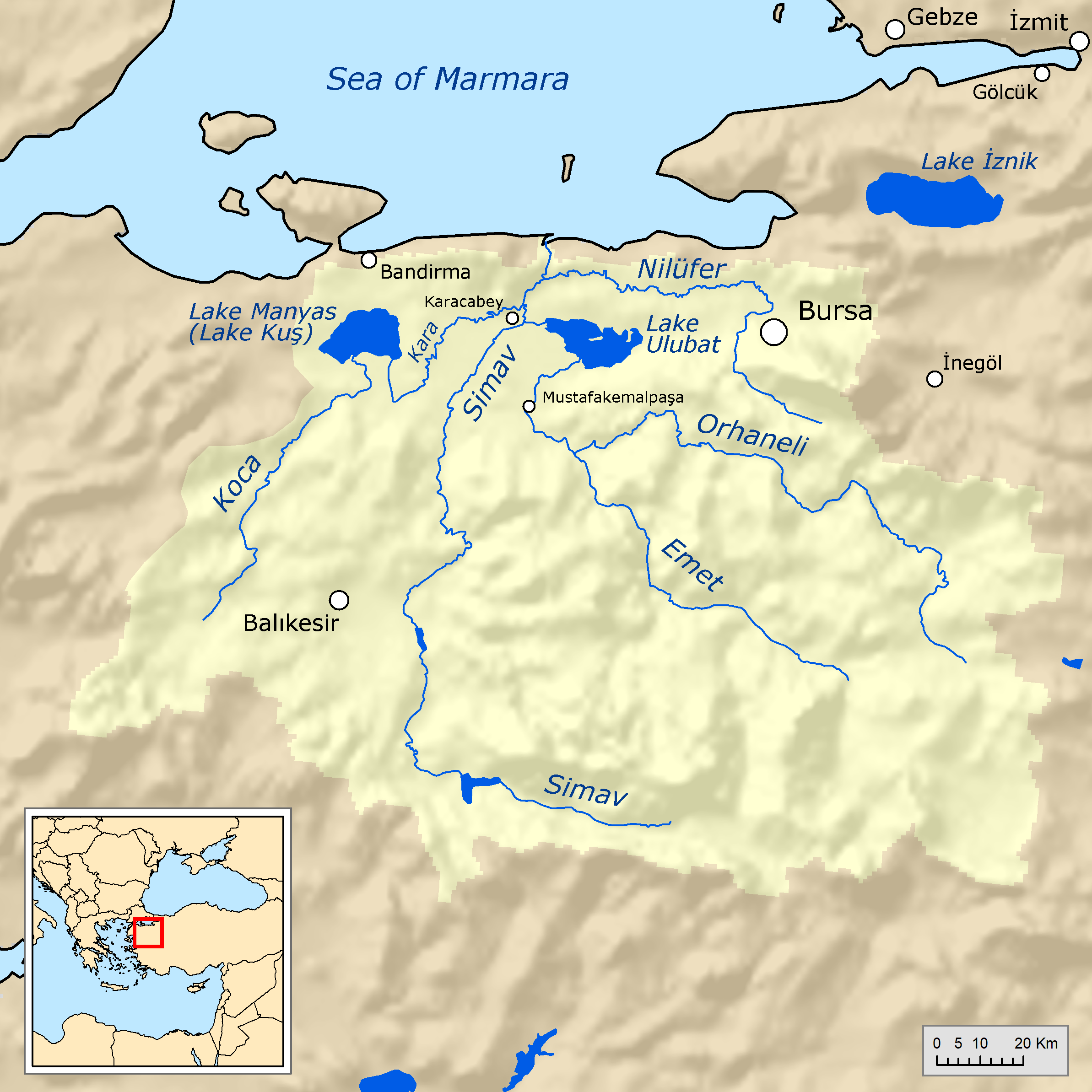

Изни́к (тур. İznik Gölü) — озеро на северо-западе Турции в провинции Бурса, в 125 км от Стамбула (65 км по прямой).
Озеро расположено на высоте 85 м над уровнем моря, в зоне активной Северо-Анатолийской складчатости. Площадь 290 км², наибольшая глубина около 80 м. На восточной стороне озера стоит город Изник (древняя Никея). К северу от него расположен горный хребет Саманлы. Озеро окружено лесами и виноградниками. Из озера вытекает река Гёриягы. Вода из озера используется для орошения около 12 тыс. га сельскохозяйственных земель.

## История
Его древнее название Аскания (Аскиния, Асканийское озеро, др.-греч. Ασκανία) произошло от слова Ашкуза из ассирийского языка, обозначавшего скифов.
В греческой мифологии во время Троянской войны землёй у озера Изник владели фригийцы, которые направили войско на помощь царю Приаму. Согласно Илиаде, во главе войска были братья Форкий и Асканий.
В 2014 году во время одной из аэрофотосъёмок озера на дне была обнаружена базилика. По данным историков, базилика была построена в 390 году н. э. в честь христианского святого Неофита, принявшего мученическую смерть в 303 году. Церковь была разрушена во время землетрясения около 740 года, после чего ее затопило озеро.